# La Cebadilla, Veracruz
La Cebadilla är en ort i Mexiko.   Den ligger i kommunen Cotaxtla och delstaten Veracruz, i den sydöstra delen av landet, 300 km öster om huvudstaden Mexico City. La Cebadilla ligger 41 meter över havet och antalet invånare är 262.
Terrängen runt La Cebadilla är platt. Runt La Cebadilla är det ganska glesbefolkat, med 43 invånare per kvadratkilometer. Närmaste större samhälle är Piedras Negras, 19,3 km sydost om La Cebadilla. Omgivningarna runt La Cebadilla är en mosaik av jordbruksmark och naturlig växtlighet.